# 1730 na ciência

## Nascimentos
| Data           | Nome                  | Profissão                       | Nacionalidade                                          | Observações | Ref |
| -------------- | --------------------- | ------------------------------- | ------------------------------------------------------ | ----------- | --- |
| 11 de março    | Otto Friedrich Müller | zoólogo                         | Reino da Dinamarca e Noruega                           | m. 1784     |     |
| 31 de março    | Étienne Bézout        | matemático                      | Reino da França                                        | m. 1783     |     |
| 15 de abril    | Felice Fontana        | naturalista                     | Sacro Império Romano-Germânico                         | m. 1805     |     |
| 26 de junho    | Charles Messier       | astrónomo                       | Reino da França                                        | m. 1817     |     |
| 6 de julho     | Peter Jonas Bergius   | botânico                        | Império Sueco                                          | m. 1790     |     |
| 11 de agosto   | Charles Bossut        | matemático                      | Reino da França                                        | m. 1814     |     |
| 8 de dezembro  | Johann Hedwig         | botânico                        | Império Austríaco                                      | m. 1799     |     |
| 8 de dezembro  | Jan Ingenhousz        | fisiologista, biólogo e químico | República das Sete Províncias Unidas dos Países Baixos | m. 1799     |     |
| 14 de dezembro | James Bruce           | explorador e escritor           | Reino da Grã-Bretanha (Escócia)                        | m. 1794     |     |

## Mortes
| Data | Nome | Profissão | Nacionalidade | Observações | Ref |
| ---- | ---- | --------- | ------------- | ----------- | --- |